# الکساندر دانیلویچ الکساندروف
 الکساندر دانیلویچ الکساندروف (روسی: Алекса́ндр Дани́лович Алекса́ндров؛ زاده ۴ اوت ۱۹۱۲ درگذشته ۲۷ ژوئیه ۱۹۹۹) یک دانشمند در زمینه هندسه دیفرانسیل اهل روسیه بود.